# Zeeotter
De zeeotter (Enhydra lutris) is een grote, in zee levende otter. De soort komt voor rond de noordelijke kusten van Azië en de noordwestelijke kusten van Amerika. Volwassen zeeotters wegen tussen de 14 en 45 kg en behoren daarmee tot de zwaarste marterachtigen. In tegenstelling tot andere zeezoogdieren hebben zeeotters een uitzonderlijk dikke vacht waarmee ze zich warm houden. Hoewel ze zich over land kunnen verplaatsen, leven zeeotters uitsluitend in zee.
Zeeotters komen voor in kustwateren. Ze jagen voornamelijk op ongewervelde zeedieren zoals zee-egels, weekdieren en kreeftachtigen, maar voeden zich ook met sommige kleine vissoorten. Het foerageergedrag is in verschillende opzichten opmerkelijk. De zeeotter maakt bijvoorbeeld gebruik van stenen om prooien los te maken en om schelpen te openen. Zeeotters vormen een sleutelsoort: ze houden hun ecosysteem in balans door het overheersen van zee-egels tegen te gaan.

## Taxonomie
De wetenschappelijke naam van de soort werd als Mustela lutris in 1758 gepubliceerd door Carl Linnaeus. De soort werd door John Fleming in 1822 in het geslacht Enhydra geplaatst. In het Russische Verre Oosten wordt de zeeotter traditioneel ook wel 'Kamtsjatka-bever' genoemd.
Er worden drie ondersoorten onderscheiden. Ze vertonen verschillen in lichaamslengte, en in opbouw van het skelet en het gebit.
- Enhydra lutris lutris of gewone zeeotter. Een andere naam voor deze ondersoort is de Aziatische zeeotter; het is de grootste van de drie ondersoorten
- Enhydra lutris nereis (Merriam, 1904) of zuidelijke zeeotter. Deze ondersoort leeft langs de kust van Californië tot Alaska, en zo verder langs de Russische kust tot aan het noordelijkste puntje van Japan. Het heeft een kleinere schedel dan de gewone zeeotter en heeft kleine tanden
- Enhydra lutris kenyoni Wilson, 1991 of Alaskazeeotter. Wordt soms ook wel noordelijke zeeotter genoemd

## Beschrijving
De zeeotter kan tot 1,5 meter lang worden en tot 45 kg wegen. In tegenstelling tot de visotter met een ronde staart, heeft de zeeotter een platte staart. Die gebruikt hij om te zwemmen samen met zijn sterke achterpoten die voorzien zijn van grote zwemvliezen. De zeeotter gebruikt de voorpoten niet bij het zwemmen. De zeeotter heeft onder zijn oksel huidplooien waarin hij voedsel kan bewaren.
De zeeotter heeft een donkerbruine vacht bestaande uit lange dekharen waaronder zich geschubd onderhaar bevindt. De vacht is erg dicht met wel 140.000 haren per vierkante centimeter. Dit is dubbel zoveel als bij de visotter. Het dichte dekhaar houdt de onderharen droog en bovendien worden luchtbubbels gevangen gehouden in het vervilte haar. Dit zorgt voor extra isolatie tegen het koude zeewater. Door deze luchtbubbels en door de grote longen heeft de soort een groot drijfvermogen.

## Leefwijze
Het dier eet veel schelpdieren en zeeslakken zoals oesters en zeeoren. Ook zee-egels en kreeftachtigen worden gegeten. Hij opent ze door een steen op zijn buik te leggen en de schelp daar op stuk te slaan. Om warm te blijven moet de zeeotter veel eten, dagelijks ongeveer 25% van het eigen lichaamsgewicht.
Door de grote hoeveelheid voedsel dat de zeeotter eet, houdt hij de populatie zee-egels onder controle. Zo krijgen kelpwouden, voedsel voor zee-egels, de kans om te groeien. Omdat het wier dient als kraamkamer voor vissen, is de aanwezigheid van zeeotters gunstig voor de visstand.
Zeeotters vertoeven steeds langs de kust en gaan nooit de volle zee in. Om energie te besparen drijven ze vaak aan de oppervlakte. Om te vermijden dat ze tijdens het eten of slapen naar zee afdrijven rollen ze zich in kelp.

## Verspreiding
Deze soort komt voor aan de noordwestkust van Noord-Amerika en de noordoostkust van Azië. De zeeotter was plaatselijk bijna uitgestorven door overbejaging en wordt volgens de beoordeling van de IUCN in 2013 aangemerkt als 'bedreigd'.
De drie ondersoorten hebben elk een eigen verspreidingsgebied. Hun aantallen worden als volgt geschat:
- gewone zeeotter: 7.500 (2012)
- zuidelijke zeeotter: 3.000 (2019)
- noordelijke zeeotter: 109.500 (2021)[5]

## Bedreiging
Omdat jonge zeeotters door hun erg grote drijfvermogen pas kunnen duiken na twee maanden, vormen roofvogels een bedreiging. Zeeotters vormen geen specifieke prooi van haaien, maar worden af en toe wel aangevallen door de witte haai, die hen kan verwarren met zeehonden.
De grootste bedreiging vormt de mens. Zeeotters, waarvan het individuen-aantal ooit werd geschat op 150.000 à 300.000, werden tussen 1741 en 1911 door de mens gevangen om hun kostbare pels. Hun wereldwijde populatie daalde in een relatief kort tijdsbestek tot 1.000 à 2.000 individuen. Een daaropvolgend internationaal jachtverbod, inspanningen voor het behoud van zeeotter en herintroductieprogramma's in voorheen bevolkte gebieden hebben ertoe geleid dat de aantallen weer opleven. Het herstel van de zeeotter wordt beschouwd als een belangrijk succes in de natuurbescherming. Omdat de populaties nog niet terug zijn naar gebracht naar hun oorspronkelijke aantal, blijft de zeeotter geclassificeerd als een bedreigde diersoort. 

## Afbeeldingen

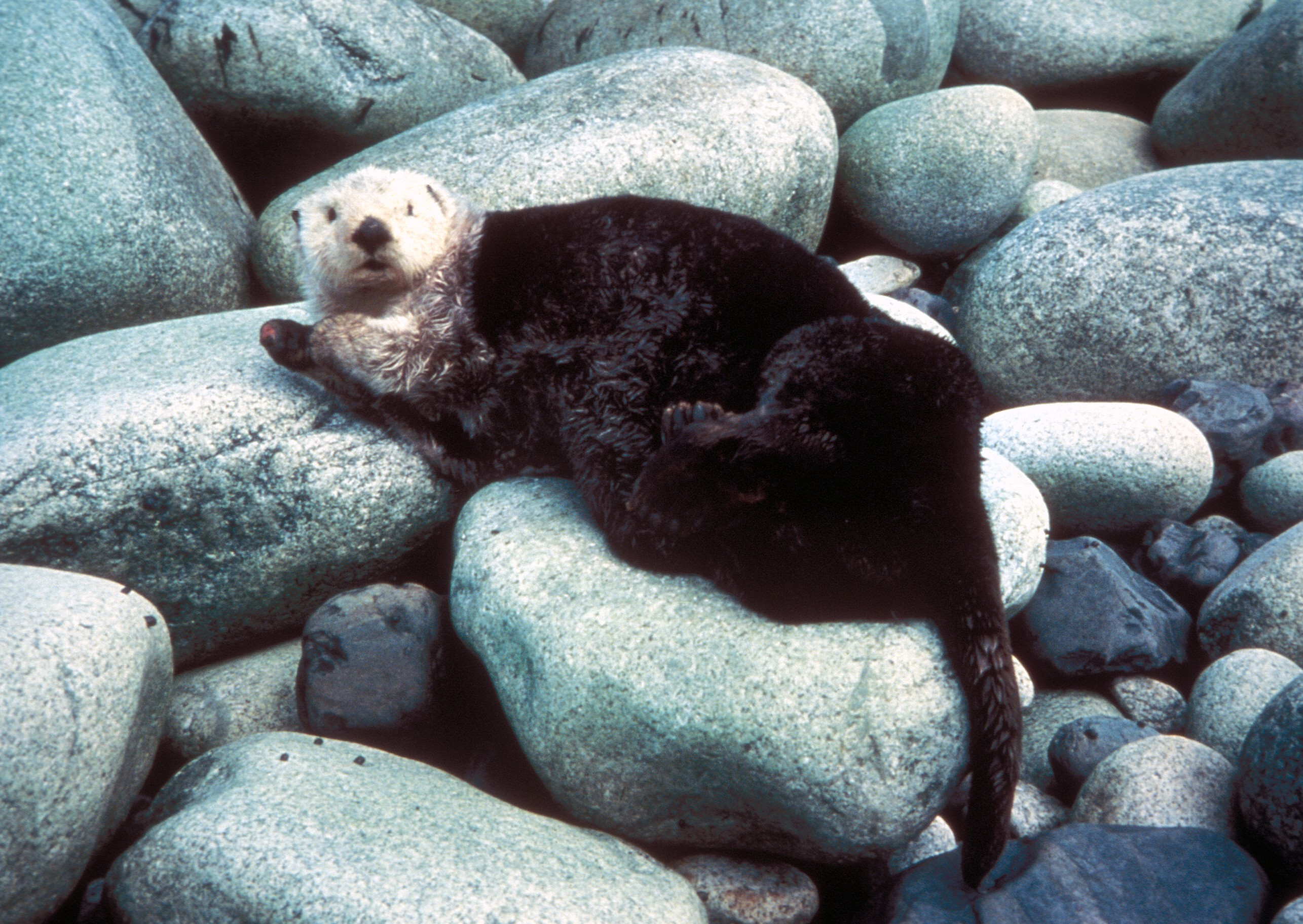
Zeeotters lijken op het land veel logger door de dikke pels.
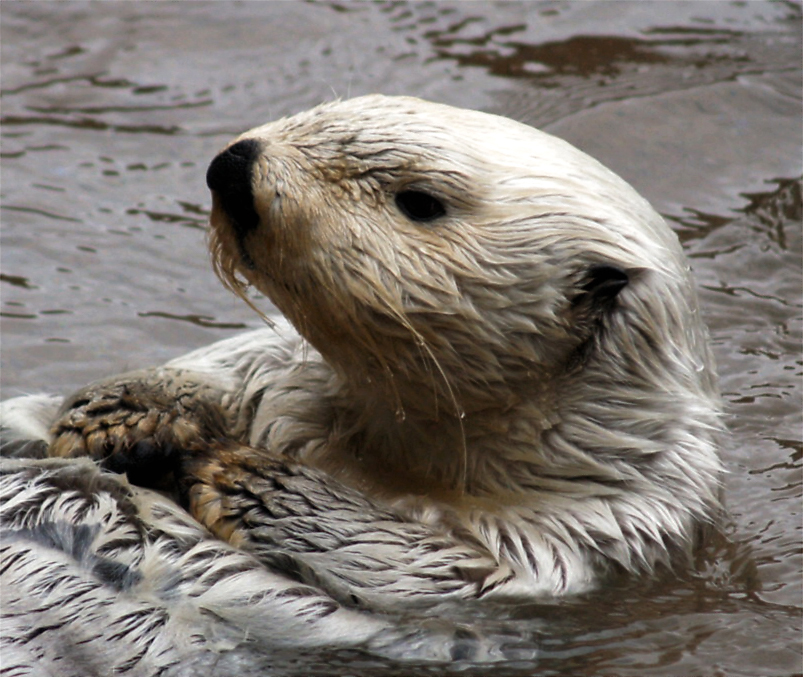
Een volwassen zeeotter.
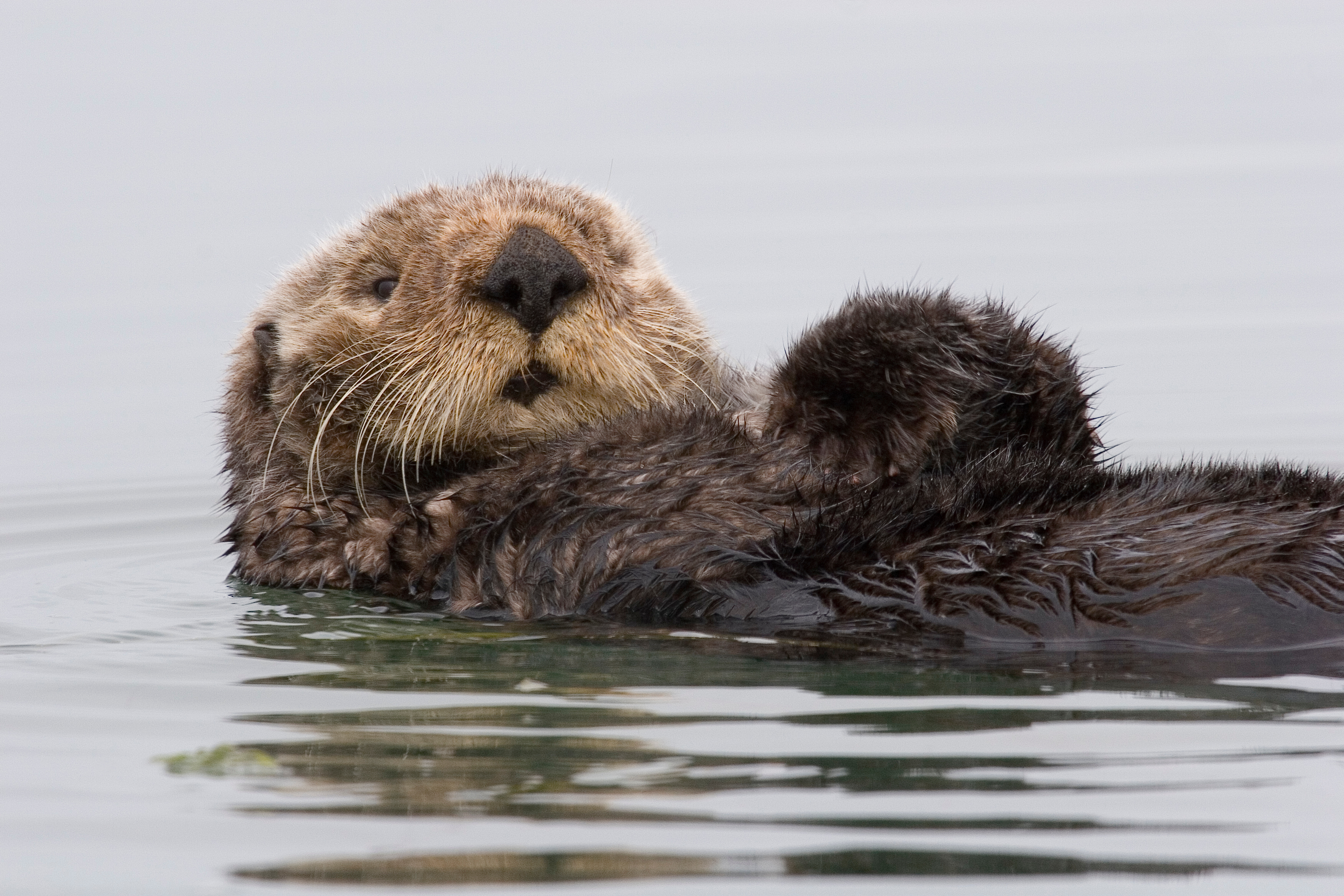
Drijvende zeeotter in Morro Bay, Californië.
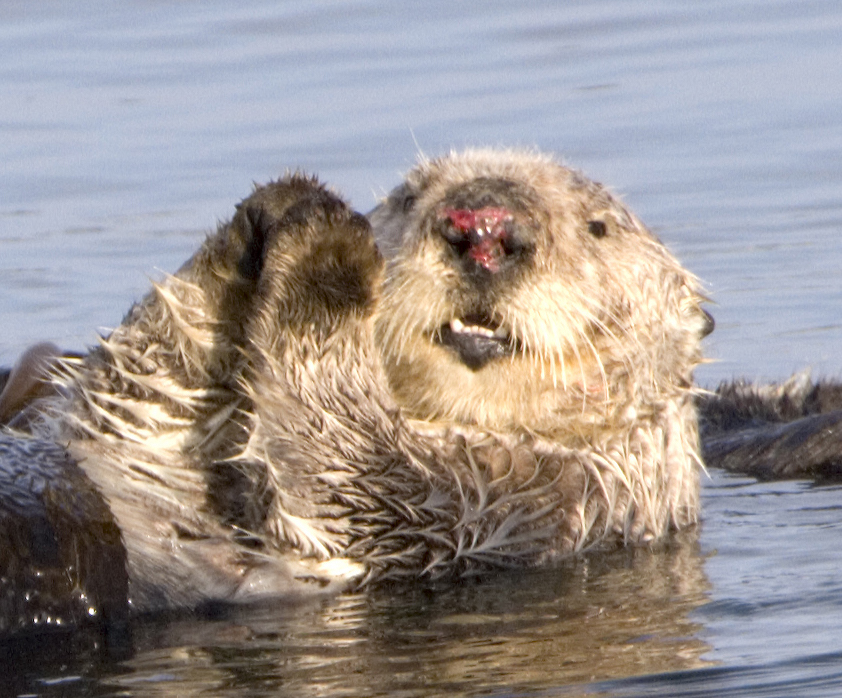
Tijdens het paren bijt het mannetje tot bloedens toe in de neus van het vrouwtje.
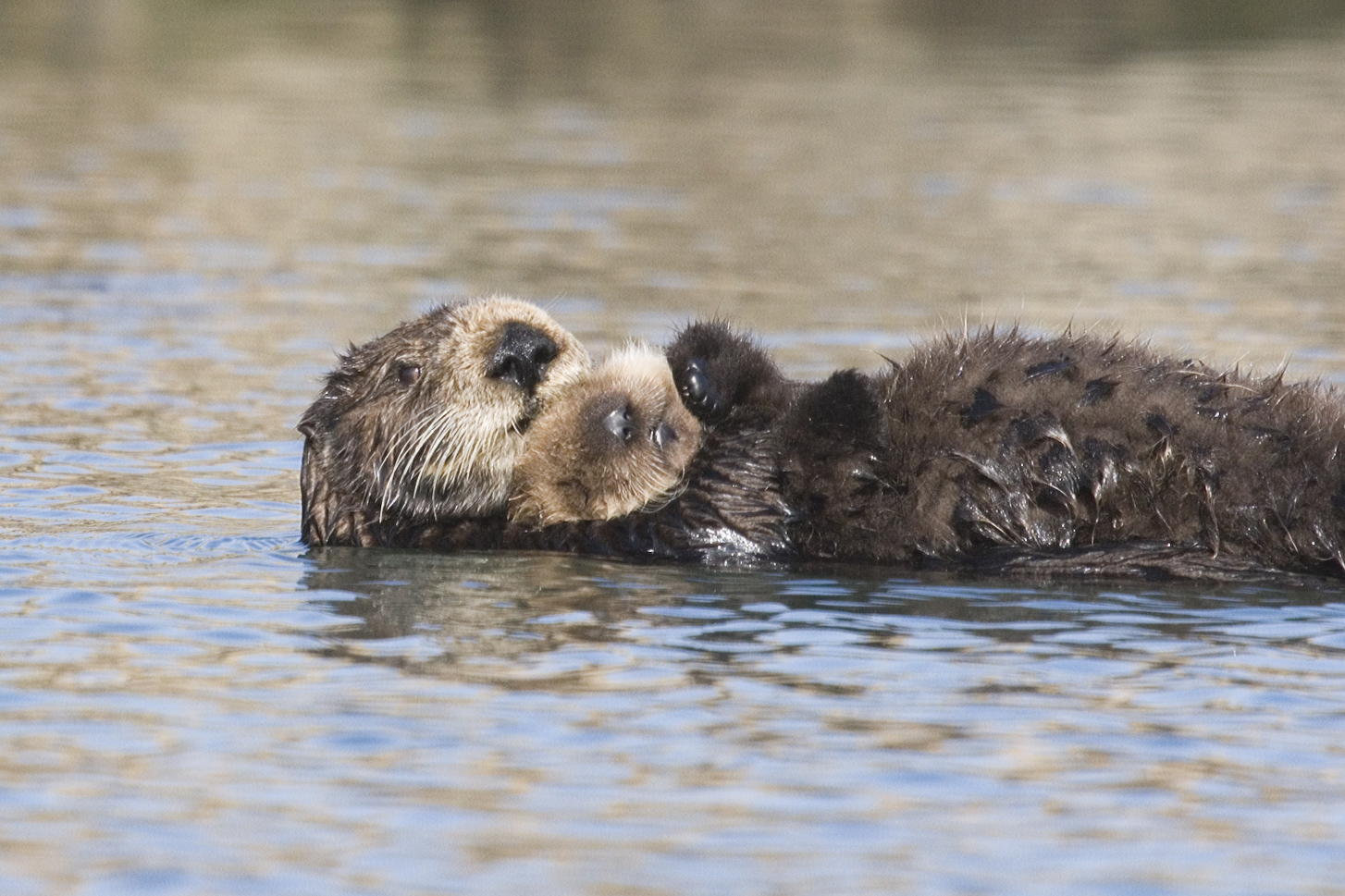
Een moeder drijvend met een jong op haar borst.